# Johan von Koskull
Johan Henrik Wilhelm von Koskull (Helsinki, 25 de septiembre de 1964) es un deportista finlandés que compitió en vela en la clase 470. Su hermano Peter también compitió en vela.
Ganó tres medallas en el Campeonato Europeo de 470 entre los años 1984 y 1988. Participó en dos Juegos Olímpicos de Verano, ocupando el sexto lugar en Los Ángeles 1984 y el 16.º en Seúl 1988.

## Palmarés internacional
| \| Campeonato Europeo \| Campeonato Europeo \| Campeonato Europeo \| Campeonato Europeo \| \| Año \| Lugar \| Medalla \| Clase \| \| ------------------ \| ------------------ \| ------------------ \| ------------------ \| \| 1984 \| Salou (España) \| Medalla de oro \| 470 \| \| 1987 \| Lysekil (Suecia) \| Medalla de oro \| 470 \| \| 1988 \| Quiberon (Francia) \| Medalla de bronce \| 470 \| |                    |                   |       |
| Campeonato Europeo |                    |                   |       |
| Año | Lugar              | Medalla           | Clase |
| 1984 | Salou (España)     | Medalla de oro    | 470   |
| 1987 | Lysekil (Suecia)   | Medalla de oro    | 470   |
| 1988 | Quiberon (Francia) | Medalla de bronce | 470   |